# From This Moment On (Diana Krall)
From This Moment On è il decimo album in ordine di pubblicazione della cantante e pianista jazz canadese Diana Krall. Pubblicato nel 2006, raggiunse la prima posizione in Canada, la quarta nella European Albums nell'ottobre del 2006, in Polonia ed in Portogallo, la quinta in Svezia, la sesta in Francia, la settima nella Billboard 200 e l'ottava in Italia e Spagna e venne nominato nella categoria miglior album dell'anno ai Grammy Awards del 2007.

## Tracce
1. It Could Happen To You (Johnny Burke, Jimmy Van Heusen) - 3.29
2. Isn't This A Lovely Day? (Irving Berlin) - 6.07
3. How Insensitive (Vinicius de Moraes, Norman Gimbel, Antonio Carlos Jobim) - 5.20
4. Exactly Like You (Dorothy Fields, Jimmy McHugh) - 3.03
5. From This Moment On (Cole Porter) - 3.24
6. I Was Doing All Right (George Gershwin, Ira Gershwin) - 5.11
7. Little Girl Blue (Richard Rodgers, Lorenz Hart) - 5.38
8. Day In, Day Out (Rude Bloom, Johnny Mercer) - 3.59
9. Willow Weep For Me (Ann Ronnel) - 5.38
10. Come Dance With Me (Sammy Cahn, Jimmy Van Heusen) - 4.23
11. It Was A Beautiful Day In August/You Can Depend On Me (Ray Brown/Charles Carpenter, Luois Dunlap, Earl Hines) - 5.17

## Formazione
- Diana Krall (piano, voce)
- Don Caymmi (chitarra)
- Romero Lubambo
- Russel Malone (chitarra)
- John Pisano (chitarra)
- Luis Conte (percussioni)
- Paulinho da Costa (percussioni)
- Peter Erskine (batteria)
- Jeff Hamilton (batteria)
- Christian McBride (contrabbasso)
- London Symphony Orchestra
- Claus Ogerman (direttore)